# تیم ملی بسکتبال زامبیا
تیم ملی بسکتبال زامبیا، نماینده زامبیا در مسابقات بین المللی بسکتبال است. این تیم توسط فدراسیون بسکتبال زامبیا (ZBA) اداره می شود. 